# Ḿ
Ḿ ḿ (M mit Akut) ist ein Buchstabe in der lateinischen Verschriftlichung der polabischen Sprache. Der Buchstabe repräsentiert einen palatalisierten Laut [mʲ]. 
| Zeichensatz      | Unicode |
| ---------------- | ------- |
| Großbuchstabe Ḿ  | U+1E3E  |
| Kleinbuchstabe ḿ | U+1E3F  |